# Gare de Lyon
Gare de Lyon (Dworzec Lyoński), także Paris-Lyon, jest jednym z sześciu głównych dworców czołowych Paryża. Korzysta z niego około 83 milionów pasażerów rocznie, co czyni go trzecim wśród największych dworców kolei SNCF pod względem ilości odprawionych podróżnych. Pod względem liczby pasażerów korzystających z pociągów dalekobieżnych, w tym TGV, dworzec ten jest największym we Francji.
Dworzec wyróżnia wieża, zbudowana na planie kwadratu, wysoka na 67 metrów. Na każdej ze ścian wieży umieszczono tarcze zegara, o średnicy 6,5 m, posiadające wskazówki o długościach 2,8 m i 4 m.

## Historia
Pierwszy Dworzec Lyoński otwarto oficjalnie dla podróżnych w 1849 roku. Była to prosta, drewniana budowla, ponieważ trwał jeszcze spór między rządem Francji a kompanią Chemin de Fer de Paris à Lyon co do ostatecznego umiejscowienia dworca. Przewoźnik miał nadzieję wybudować dworzec bliżej centrum miasta, w pobliżu Place de La Bastille, jednak ostatecznie dworzec zachował swoją pierwotną lokalizację.

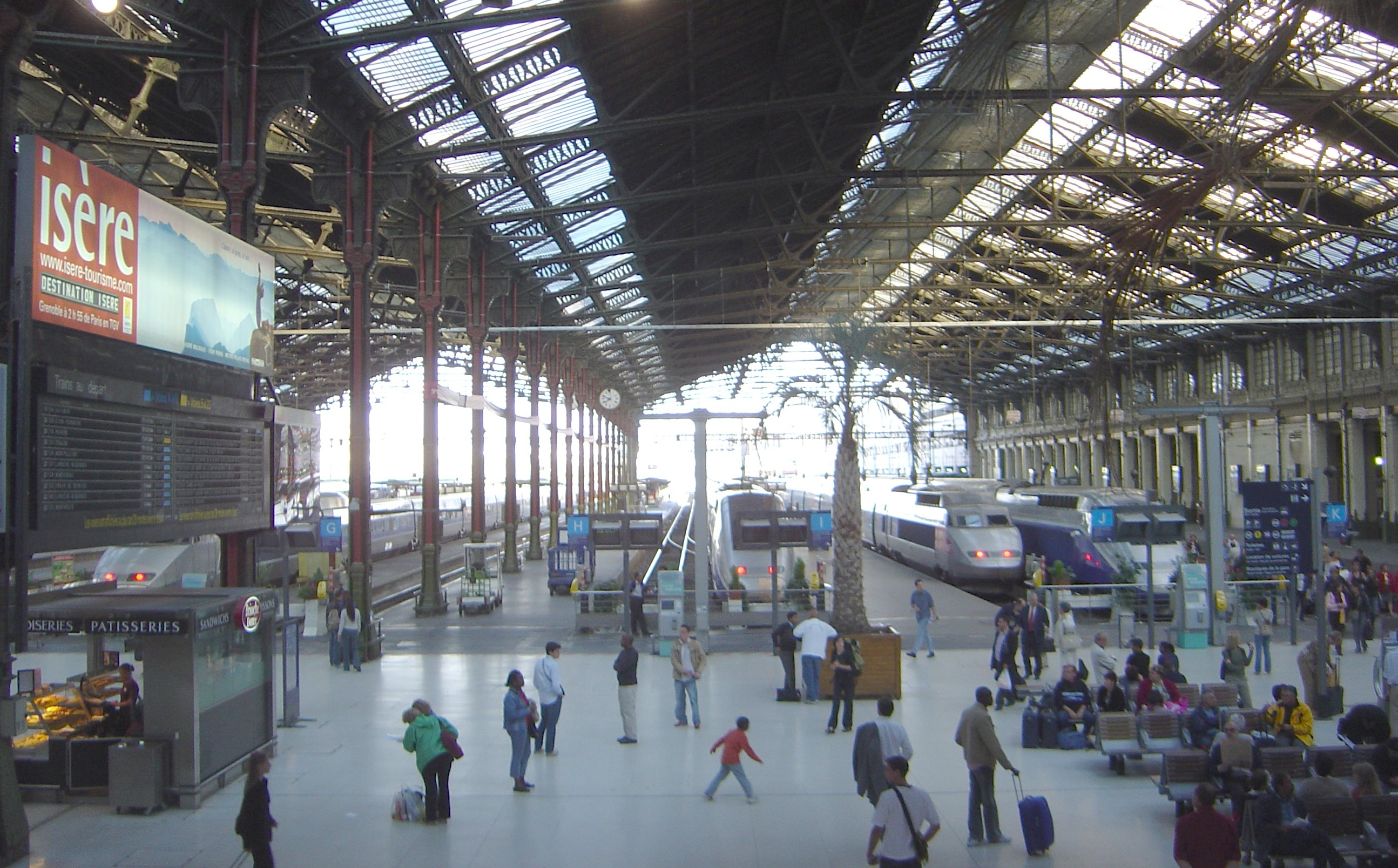
Hala dworca, przy peronach widoczne pociągi TGV

Drugi dworzec został zaprojektowany przez François-Alexis Cendrier i otwarty w roku 1855. Zbudowano go na podwyższeniu terenu rzędu 6 m, aby zabezpieczyć go w wypadku wylewów Sekwany. Początkowo posiadał 5 torów, z których odjeżdżały pociągi, przykrytych halą o długości 220 m, szeroką na 42. W czasie wydarzeń Komuny Paryskiej dworzec został częściowo zniszczony przez pożar, odbudowano go w 1871 roku.
Pasażerowie przybywający na wystawę światową w Paryżu w roku 1900 mogli już korzystać z nowego dworca, trzeciego z kolei, zaprojektowanego przez Mariusa Toudoire. Dworzec posiadał 13 torów przy krawędziach peronowych, oraz wieżę zegarową, wysoką na 67 metrów. Tego samego roku dworzec uzyskał też połączenie z siecią paryskiego metra. W hallu dworca otwarto elegancki bufet dla podróżnych - Buffet de la Gare de Lyon. Obecnie restaurację, od 1963 roku funkcjonującą pod nazwą Le Train Bleu na cześć Niebieskiego Pociągu kursującego z Paryża do Lyonu i dalej wzdłuż Lazurowego Wybrzeża przez Niceę do Monte Carlo. Na ścianach restauracji słynni ówcześni malarze wykonali freski (zachowane do dziś) przedstawiające zabytki miast i krajobrazy miejsc, do których docierały pociągi kompanii PLM (Paris-Lyon-Méditerranée).

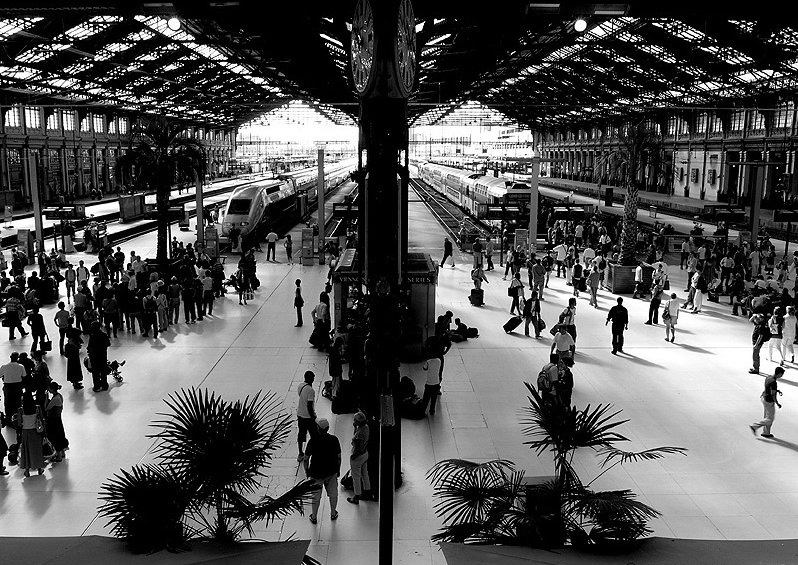
Wnętrze dworca

Budynek przechodził wiele drobnych rekonstrukcji aż do lat 60, kiedy to nastąpiły poważne zmiany, związane z włączeniem dworca w sieć RER. W roku 1981 dworzec uzyskał 5 nowych torów, przeznaczonych dla pociągów TGV, które właśnie weszły do służby na trasie Paryż – Lyon.
27 czerwca 1988, w podziemnej części dworca wydarzył się tragiczny wypadek, w którym zginęło 56 osób a 55 zostało rannych.
Ostatnia przebudowa dworca miała miejsce w roku 1998 i związana była z dotarciem nowej linii metra.
W latach 2000–2005 pracom renowacyjnym poddano zegar umieszczony na wieży dworca, uszkodzony przez zamieć śnieżną w 1999 roku. 15 lutego 2005 zegar ruszył ponownie, napędzany swoim oryginalnym mechanizmem.

## Infrastruktura
Dworzec posiada 33 tory przy krawędziach peronowych, podzielone na dwie grupy:
- A-N: tory dalekobieżne, oznaczone kolorem niebieskim,
- 5-23: tory podmiejskie i regionalne, oznaczone kolorem żółtym.

## Obsługiwane relacje

### Międzynarodowe
- TGV Lyria – Lozanna, Genewa, Neuchâtel, Berno, Zurych oraz inne miasta w zachodniej Szwajcarii
- TGV Artesia – Turyn, Novara, Mediolan oraz inne miasta w północnych Włoszech.

### Krajowe
- SNCF TGV – Dijon, Besançon, Lyon, Grenoble, Montpellier, Marsylia, Tulon, Monako oraz inne miasta w południowo-wschodniej Francji.
- SNCF Corail-Téoz: Nevers, Clermont-Ferrand,
- SNCF Corail: Dijon i inne miasta na południowy wschód od Paryża,
- SNCF TER: Montargis, Montereau, i inne miasta na południowy wschód od Paryża.

## Połączenia z siecią komunikacji miejskiej
- 2 linie RER
- 1 linia paryskiego metra; Stacja: Gare de Lyon